# Planeta Atlântida
O Planeta Atlântida é um festival de música anual realizado pela Rede Atlântida, rede de rádios transmitida no Rio Grande do Sul e em Santa Catarina, com amplo apoio da iniciativa privada. Acontece no litoral gaúcho, na praia de Atlântida, em Xangri-lá, além da edição catarinense que ocorria em Florianópolis.

## Histórico
A primeira edição foi em 1996, no balneário de Atlântida, em Xangri-lá, no litoral gaúcho. Dois anos depois, em 1998, o ramal catarinense da Rádio Atlântida lançou a mesma proposta para o litoral desse estado, com Florianópolis como a sede do evento, ocorrendo anualmente no norte da Ilha de Santa Catarina, no bairro de Canasvieiras. Entre 1998 e 2014, as duas edições do festival aconteceram durante o verão, com algumas semanas de diferença. Em outubro daquele ano o Grupo RBS anunciou o fim da Planeta Atlântida em solo catarinense, com o festival voltando a ser realizado apenas no Rio Grande do Sul desde 2015. O evento recebe um público aproximado de 70 mil pessoas por noite, no Rio Grande do Sul, e recebeu mais de 65 mil quando era realizado em Santa Catarina.[carece de fontes?]
A edição gaúcha de 2013, prevista para os dias 01 e 2 de fevereiro daquele ano, realizou-se apenas nos dias 15 e 16 do mesmo mês, em decorrência do luto oficial em solidariedade às vítimas da tragédia da boate Kiss, em Santa Maria.

## Atrações
No passado, era um festival muito mais voltado ao rock, especialmente o rock gaúcho. Atualmente as atrações são mais ecléticas, tendo além do rock artistas de estilos como reggae e pop. Mais de 28 atrações internacionais já passaram pelo festival, como The Offspring, Men at Work, Kesha, Pitbull, SOJA, Jason Mraz e Wiz Khalifa. A banda brasileira O Rappa foi a banda que mais participou do Planeta Atlântida nas suas 22 edições no Rio Grande do Sul.

## Transmissão
O Planeta Atlântida é transmitido pelas emissoras da Rádio Atlântida e pelo canal Multishow na TV por assinatura desde 2006 para todo Brasil e desde 2016 pela internet no portal GShow para o Brasil e o mundo. Era transmitido, até 2015, também pela TVCOM, e depois por sua sucessora, OCTO, até o fim desta.